# Goran Milić
Goran Milić (Zagreb, 24. siječnja 1946.) hrvatski je novinar.

## Karijera
Karijeru je započeo kao novinar na Televiziji Beograd, tj. na Radioteleviziji Beograd 1970. godine. Za tu kuću bio je i dopisnik iz New Yorka od 1980. do 1985. godine, a zatim i profesor novinarstva na Beogradskom sveučilištu od 1985. do 1988. godine. 1987. godine bio je predsjednik komisije za informiranje Univerzijade u Zagrebu. 1989. godine bio je glasnogovornik sastanka na vrhu Pokreta nesvrstanih zemalja u Beogradu. Od 29. listopada 1990. pa sve do 11. svibnja 1992. radio je kao urednik i voditelj televizijskog dnevnika Yutel. Odmah nakon obustave rada ove emisije 1992. godine Milić postaje direktor novinskog centra ratne vlade BiH, te nakon toga i glasnogovornik olimpijske delegacije BiH u Barceloni. 
Od 1997. godine, nakon razgovora sa tadašnjim predsjednikom Franjom Tuđmanom, dobiva posao na Hrvatskoj radioteleviziji, gdje je od 2002. bio urednik i voditelj emisije Brisani prostor, a od 2004. urednik i voditelj informativno- političkog programa HTV- a i nedjeljnog izdanja informativne emisije Dnevnik.
Proslavio se putopisima informativnog karaktera poput „Idemo u Ameriku”, „A sad u Europu!” i „Idemo na Sjever”, kojima je privukao pažnju hrvatske javnosti navodeći u njima nekolicinu već otprije poznatih informacija s nekim neobičnostima u kulturi ponašanja u tim dijelovima svijeta u odnosu na Hrvatsku. Kasnije je imao slične putopisne serijale „What's up Sjever – Jug” , " What's up Izrael" i  „What's up Japan”.
Od 2011. do 2016. godine bio je direktor vijesti i programa na Al Jazeeri Balkans.
Govori više stranih jezika: engleski, francuski, španjolski i talijanski.

## Priznanja, odlikovanja i nagrade
- 1992. – Šestotravanjska nagrada Grada Sarajeva
- 2006. – U Hrvatskoj je proglašen novinarom godine
- 2024. – Zlatni studio za životno djelo